# Represszália
A nemzetközi jogban a represszália az önsegély egyik fajtája, olyan ellenintézkedés, ahol a jogsértésre adott válasz formálisan maga is jogsértés. Megkülönböztetendő a retorziótól, ami szintén ellenintézkedés, de a nemzetközi jog keretein belül maradó lépés.
A represszália alkalmazása azonban bizonyos feltételek teljesülése esetén nem minősül jogellenesnek: az ellenintézkedésnek elsősorban is arányosnak kell lennie az eredetileg elszenvedett jogsértéssel.

## Forrás
- Kovács Péter: Nemzetközi közjog, Osiris Kiadó, ISBN 978-963-276-210-4